# The Devil’s Blood
The Devil’s Blood war eine niederländische Hard-Rock-/Psychedelic-Rock-Band mit okkultem und satanistischem Hintergrund.

## Geschichte
Gegründet wurde die Band Ende 2007 in Eindhoven von den Geschwistern Selim (* 1980 in Eindhoven; † 2014) und Farida Lemouchi. Während er zuvor Gitarrist bei der niederländischen Heavy-Metal-Band Powervice war, sang seine neun Jahre ältere Schwester Farida in Bands verschiedener Richtungen (z. B. Red King Rising). Selim Lemouchi war alleiniger Komponist und Texter der Band, tat sich jedoch schwer mit dieser Bezeichnung:

„Es fällt mir schwer, mich als Texter von The Devil's Blood zu bezeichnen, denn ich glaube nicht, dass ich selbst allzuviel damit zu tun habe. Die Worte scheinen einfach durch mich durch zu fließen. Ich muss sie so schnell aufschreiben wie möglich, sonst verliere ich sie. Ich kann also auch nicht genau sagen, wer oder was mich beim ‚Verfassen‘ der Texte beeinflusst hat, denn der größte Einfluss ist Satan.“

Zunächst nur als Projekt gestartet, nahm die Band mit den Mitgliedern der niederländischen Black-Metal-Band Urfaust das Demo The Graveyard Shuffle auf, das u. a. im Rock Hard zum Demo des Monats gewählt und später als 7”-Single vom Plattenlabel der Band mit teilweise anderer Titelliste noch einmal veröffentlicht wurde. Die im November 2008 folgende EP Come, Reap erhielt in der Fachpresse durchweg positive Kritiken. Im September 2009 wurde das erste Studioalbum The Time of No Time Evermore veröffentlicht, welches ebenfalls positive Kritiken bekam. Die Gruppe veröffentlicht alle Werke auch im Vinyl-Format, da Selim Lemouchi selbst sagte, er hasse CDs. Im November 2011 erschien das zweite Studioalbum The Thousandfold Epicentre.
Am 22. Januar 2013 vermeldete die Band über Facebook ihre Auflösung, zu der sie sich nicht äußern wolle; die geplanten Auftritte wurden abgesagt. Im Mai 2013 erschien posthum das letzte Album III: Tabula Rasa or Death and the Seven Pillars, welches in Lemouchis Homestudio und mit teilweise programmiertem Schlagzeug aufgenommen wurde. Die Band löste sich auf, bevor sie die eigentlichen Aufnahmen in einem professionellen Tonstudio beginnen konnte.
Selim Lemouchi gründete im Februar 2013 eine neue Band namens Selim Lemouchi & His Enemies, mit der er das Album Earth Air Spirit Water Fire veröffentlichte. Er starb Anfang März 2014 durch Suizid.

## Musikstil und Hintergrund
Musikalisch hat die Band ihre Wurzeln im Psychedelic Rock der 1970er Jahre; Farida Lemouchis Gesang wird mit dem der Coven-Sängerin Jinx Dawson verglichen. Daneben sind Einflüsse der New Wave of British Heavy Metal, hier insbesondere die frühen Veröffentlichungen von Iron Maiden, und von Bands wie Hawkwind oder Rush zu nennen. Selim Lemouchi nannte Roky Erickson, Sänger und Gitarrist von The 13th Floor Elevators, als einen seiner Haupteinflüsse. So findet sich auf Come, Reap eine Coverversion von White Faces, einem Lied, das Erickson 1981 mit seiner damaligen Band Bleib Alien aufnahm.
Vor Live-Auftritten übergossen sich die Musiker mit Tierblut, wie es unter anderem auch die Band Watain tut; das Schweineblut, das die Band verwendete, sah sie als „eine Möglichkeit, den Tod auch auf der Bühne zu tragen und dadurch weniger menschlich zu werden. Ein Weg, um unsere eigenen Identitäten und Persönlichkeiten verschwinden zu lassen und Geister zu werden. Wir haben einen Metzger in der Nähe, dort kaufen wir zehn oder 20 Liter Blut. Die frieren wir ein und verwenden sie später bei unseren Ritualen.“ Selim Lemouchi sah die Konzerte als Rituale an, während derer die Musiker in den Hintergrund treten:

„Wir versuchen ganz bewusst, uns nicht als 'Band' zu präsentieren, denn wir wollen nicht als Menschen, nicht als Individuen gesehen werden. Während wir unsere Musik spielen, sind wir von Satan besessen. Das ist mein Leben, mein Schicksal, der Pfad, den ich vor einigen Jahren eingeschlagen habe. The Devil's Blood sind wie ein Vergrößerungsglas für unsere Trauer, unsere Wut, unser Hass und unser Glück. Wenn wir die Bühne nach einem Ritual wieder verlassen, kehren wir wieder in unser ganz persönliches Sein zurück. Dann kann jeder wieder tun und lassen, was er will.“

Die Band verwies auf ihre „ideologische Nähe zu Bands wie Darkened Nocturn Slaughtercult oder auch Watain und Dissection“, Lemouchi gab Dissection und ihren kreativen Kopf Jon Nödtveidt als starken musikalischen und lyrischen Einfluss an und bekundete gegenüber dem Misanthropic Luciferian Order (MLO), dem Nödtveidt angehörte, „den größten Respekt“, ohne dass die Mitglieder von The Devil’s Blood MLO-Mitglieder waren. Dementsprechend glaubte Lemouchi an das „Chaos, das nach dem Tod dieser Welt und des Universums kommt“, und beschrieb seine spirituelle Quelle als formlos:

„Ich glaube an Dinge, die dir Geheimnisse einflüstern und Weisheit bringen. Die dich verwirren und versuchen, dich zu zerstören. Und daran, dass das nichts ist, wovor man Angst haben müsste, sondern etwas Wünschenswertes. Man kann schon sagen, dass ich mit dieser Quelle, die mich leitet, direkt kommuniziere. Aber ich könnte dir jetzt nicht sein oder ihr Gesicht beschreiben.“

## Diskografie
- 2008: The Graveyard Shuffle (Demo)
- 2008: The Graveyard Shuffle (Single, Ván Records)
- 2008: Come, Reap (EP, Ván Records)
- 2009: I’ll Be Your Ghost (Single, Ván Records)
- 2009: The Time of No Time Evermore (Album, Ván Records)
- 2011: Fire Burning (EP, Ván Records)
- 2011: The Thousandfold Epicentre (Album, Ván Records)
- 2013: III: Tabula Rasa or Death and the Seven Pillars (Album, Ván Records)